# Швеця (Західнопоморське воєводство)
Швеця (пол. Szwecja, нім. Freudenfier) — село в Польщі, у гміні Валч Валецького повіту Західнопоморського воєводства.
Населення — 910 осіб (2011).

## Демографія
Демографічна структура станом на 31 березня 2011 року:
|          | Загалом | Допрацездатний вік | Працездатний вік | Постпрацездатний вік |
| -------- | ------- | ------------------ | ---------------- | -------------------- |
| Чоловіки | 466     | 111                | 324              | 31                   |
| Жінки    | 444     | 105                | 271              | 68                   |
| Разом    | 910     | 216                | 595              | 99                   |